# 拿破崙一世皇冠

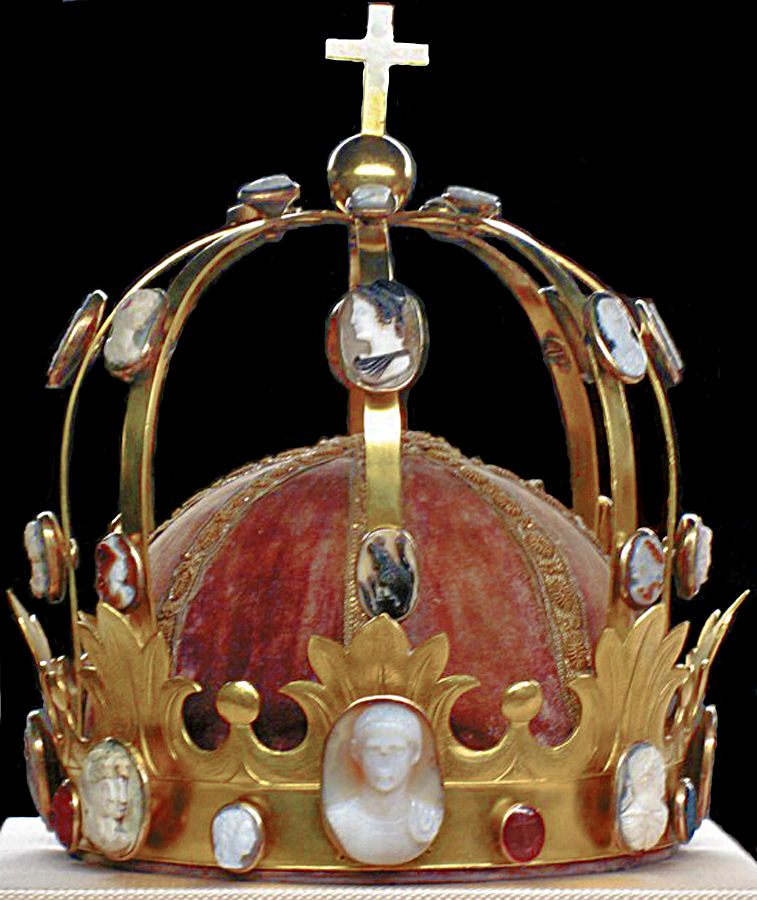
拿破崙一世皇冠

拿破崙一世皇冠（Couronne de Napoléon I）是為拿破崙一世製造的加冕王冠，並在1804年12月2日加冕為法國皇帝時使用。拿破崙一世稱它為查理曼王冠，與法國大革命期間被摧毀查理曼王冠同名。查理曼王冠使拿破崙可以將自己與著名的中世紀君主、法蘭克國王和神聖羅馬帝國皇帝查理曼大帝相提並論。

## 起源
1789年爆發法國大革命導致大部分古代法國王冠珠寶被摧毀，法國君主制最終被廢除，國王路易十六和王后瑪麗·安東妮被處決。十年後，當拿破崙宣布自己為法國皇帝時，他決定創造新的帝國王冠，其中的核心就是他的「查理曼王冠」。
拿破崙在1804年出資進行了一項研究，證明了他的新王冠的真實性和古老性，並聲稱該皇冠是查理曼大帝曾經使用過的。為了使此事更加可信，該研究聲稱在恐怖統治結束時首次出版，就像查理曼王冠從革命中倖存下來一樣。